# Mimanuga japonica
Mimanuga japonica là một loài bướm đêm trong họ Noctuidae.